# Emil Nielsen (tv-vært)
 For alternative betydninger, se Emil Nielsen. (Se også artikler, som begynder med Emil Nielsen)
Emil Nielsen er tv-vært på programmet Store NØRD på Danmarks Radios børnekanal DR Ultra. Han trådte til som vært i sæson 7 (2007), hvor hans medvært var Peter Skødt Knudsen. I sæson 10 blev denne skiftet ud med Kåre Nielsen. Kåre og Emil er brødre, og er begge spejdere.